# Trzciniak wyspowy

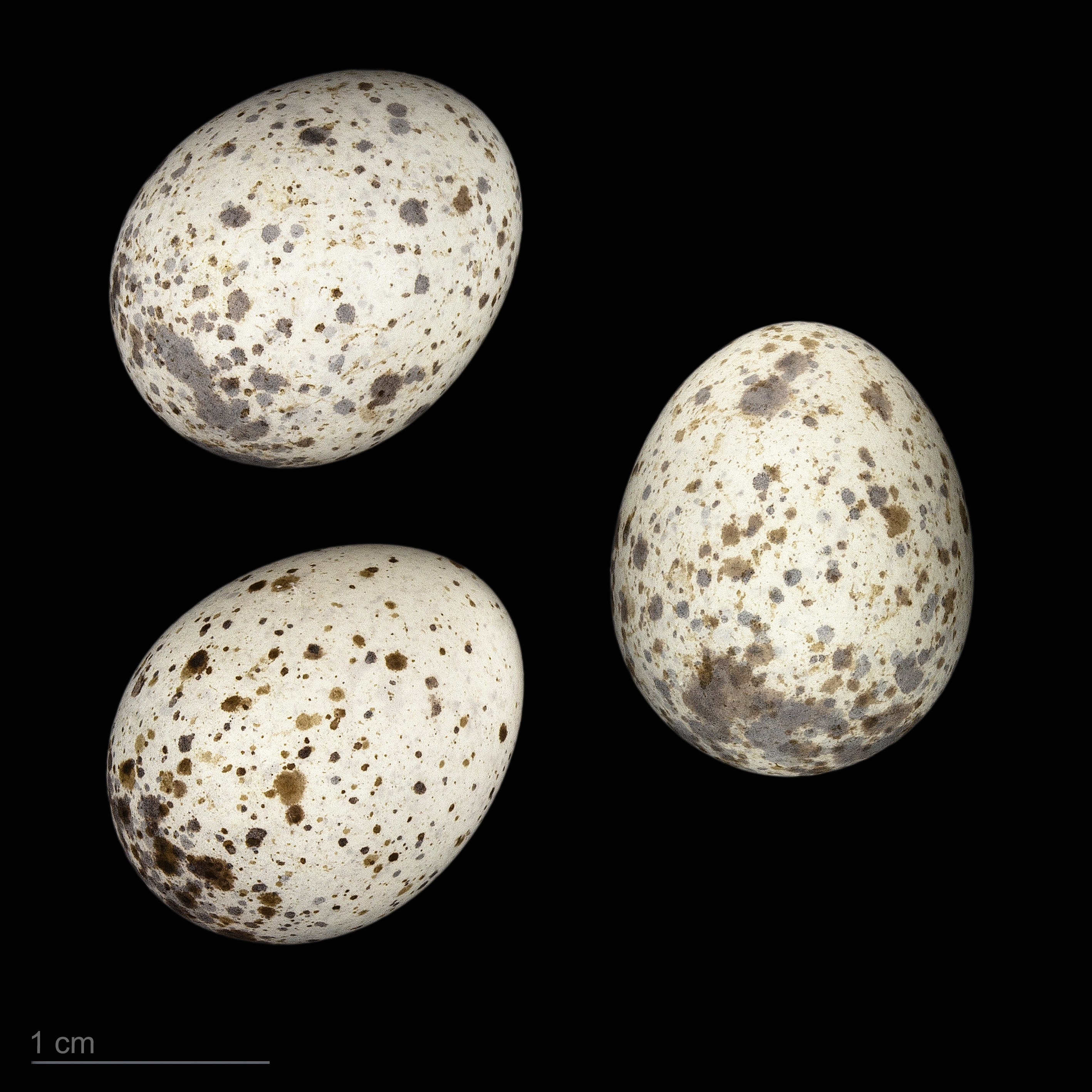
Jaja z kolekcji muzealnej

Trzciniak wyspowy (Acrocephalus brevipennis) – gatunek małego ptaka z rodziny trzciniaków (Acrocephalidae). Endemit Wysp Zielonego Przylądka. Narażony na wyginięcie.
SystematykaGatunek ten po raz pierwszy opisał w 1866 roku John Gerrard Keulemans. Autor nadał mu nazwę Calamodyta brevipennis, a jako miejsce typowe wskazał wyspę São Nicolau. Obecnie gatunek umieszczany jest w rodzaju Acrocephalus. Jest to gatunek monotypowy.
MorfologiaDługość ciała 13,5 cm; masa ciała 15–17 g. Obie płcie są do siebie podobne.
Zasięg występowaniaWystępuje na Santiago, São Nicolau i Fogo – wyspach należących do Republiki Zielonego Przylądka. Wcześniej zamieszkiwał również Bravę, ale tam wyginął (brak stwierdzeń od 1969 roku).
StatusMiędzynarodowa Unia Ochrony Przyrody (IUCN) uznaje trzciniaka wyspowego za gatunek narażony (VU – Vulnerable). Liczebność populacji szacuje się na 1500–2000 dorosłych osobników. Trend liczebności populacji nie jest znany.